# Klíčové ukazatele výkonnosti
Ukazatele výkonnosti nebo klíčové metriky (KPI z anglického key performance indicator) je pomůcka pro měření výkonnosti, která se běžně používá k měření úspěšnosti aktivity organizace. Klíčové ukazatele by měly přímo ovlivňovat úspěšnost vize organizace, proto se pro jejich tvorbu využívají rámce, jako například Balanced Scorecard, které vizi převedou na několik oblastí, ve kterých potom definují ukazatele výkonnosti. Následně probíhá proces plánování budoucích hodnot těchto metrik a měření dosažených hodnot, který vede k dosažení cílů organizace a vylepšení hospodářských výsledků.

## Vytváření ukazatelů
Zpravidla se aktivity organizace nejdříve rozdělí do několika dimenzí. BSC používá dimenzi financí, zákazníků, procesů a vlastních zaměstnanců. K určení metrik, které budou skutečně vypovídat o úspěšnosti organizace, je potřeba najít pro každou dimenzi její strategické cíle.

## Příklady ukazatelů

### Podle BSC
Dimenze financí
- Obrat
- Počet měsíců rezervy

Dimenze zákazníků
- Podíl na trhu
- Procento vracejících se zákazníků

Dimenze procesů
- Počet prodaných produktů
- Doba dodávky

Dimenze vlastních zaměstnanců
- Počet seniorních specialistů
- Podíl žen ve firmě[3]

### Mimo model BSC
Marketingová dimenze
- Návštěvnost
- Zapojení fanoušků
- Míra prokliku

Výrobní Dimenze
- Počet kusů za den
- Jednotkové náklady
- Čas výroby 1000 kusů

## Základní principy tvorby ukazatelů KPI
Definice cílů firmy
- Ukazatele KPI vždy vychází z obchodní strategie a ní vyplývajících cílů.

Určení měřitelnosti
- V závislosti na cílech podniku se stanovuje využitá metrika pro KPI. Např. pokud je cílem firemní expanse vhodnou metrikou bývá zvýšení počtu poboček.

Vyhodnocení ukazatelů
- Pro úplné fungování KPI je nutné určit čas vyhodnocení dané metriky. Nejčastěji bývá vyhodnocení jednou za měsíc, kvartál nebo rok. Časový horizont se odvíjí od stanovených cílů, protože nemá smysl hodnotit roční obrat každý měsíc.[4]